# فريتز شفاب
فريتز شفاب هو منافس ألعاب قوى سويسري، ولد في 31 ديسمبر 1919 في برلين في ألمانيا، وتوفي في 24 نوفمبر 2006.

## وصلات خارجية
- فريتز شفاب على موقع اللجنة الأولمبية الدولية (الإنجليزية)
- فريتز شفاب على موقع أوليمبيديا (الإنجليزية)